# Álvaro Gómez Becerra
Pour les articles homonymes, voir Gomez et Becerra.
Álvaro Gómez Becerra, né à Cáceres en 1771 et mort à Madrid en 1855, est un homme d'État espagnol.

## Biographie

### Carrière politique
Entre 1835 et 1836 il est ministre de la Grâce et de la Justice dans les gouvernements de Mendizábal.
En 1835 il décrète l'expulsion des jésuites, la suppression des monastères et couvents abritant moins de douze membres, l'interdiction aux évêques de conférer les ordres majeurs et la confiscation des biens conventuels.
En 1840 il participe au gouvernement qui provoque la chute de la régente Marie-Christine et accepte, en 1841 et bien qu'il soit partisan d'une régence partagée, la nomination d'Espartero en tant que régent exclusif. En 1843 il préside le dernier gouvernement de la régence, en remplacement de Joaquín María López. Il ne parvient toutefois pas à obtenir l'aval du Congrès et est exilé à Cuenca après la disgrâce d'Espartero.